# Torrsjön, Dalsland
Torrsjön är en sjö i Bengtsfors kommun och Dals-Eds kommun i Dalsland och ingår i Göta älvs huvudavrinningsområde. Sjön är 28 meter djup, har en yta på 1,76 kvadratkilometer och befinner sig 102,2 meter över havet.

## Delavrinningsområde
Torrsjön ingår i det delavrinningsområde (654679-128775) som SMHI kallar för Utloppet av Torrsjön. Medelhöjden är 150 meter över havet och ytan är 12,65 kvadratkilometer. Det finns ett avrinningsområde uppströms, och räknas det in blir den ackumulerade arean 23,76 kvadratkilometer. Vattendraget som avvattnar avrinningsområdet har biflödesordning 4, vilket innebär att vattnet flödar genom totalt 4 vattendrag innan det når havet efter 214 kilometer. Avrinningsområdet består mestadels av skog (77 procent). Avrinningsområdet har 1,76 kvadratkilometer vattenytor vilket ger det en sjöprocent på 13,9 procent.